# Dobos László (író)
Dobos László (Királyhelmec, 1930. október 28. – Pozsonypüspöki, 2014. július 25.) szlovákiai magyar író, szerkesztő, műkritikus, politikus. A Digitális Irodalmi Akadémia alapító tagja.

## Életpályája
Királyhelmecen született 1930. október 28-án Dobos László és Berta Etel házasságából. A királyhelmeci elemi és polgári iskola elvégzése után, 1945–1949 között a sárospataki tanítóképzőben tanult. Felsőfokú tanulmányokat 1951–1955 között a pozsonyi Pedagógiai Főiskola magyar-történelem-polgári nevelés szakjain végzett.
1950–1951 között Királyhelmecen tanított. 1955–1960 között a pozsonyi Pedagógiai Főiskolán tanársegédi beosztásban kutatott és oktatott. 1956–1958 közt a Szlovákiai Írószövetség magyar szekciójának titkáraként meghatározó szerepet vállalt az Irodalmi Szemle létrehozásában. 1958–1968 között az Irodalmi Szemle főszerkesztőjeként működött. 1967–1968 között a Tatran Kiadó Magyar Üzemét vezette. 1968–1971 között a Csemadok elnöke lett. 1969. január 1-jétől 1970. április 28-áig, leváltásáig a Szlovák Szocialista Köztársaság tárca nélküli minisztere volt. 1970–1972 között a Madách Könyvkiadót igazgatta. 1972-1989 között a műszaki, képzőművészeti és gyártási részleget vezette. 1990. január 1-jétől ismét igazgató, majd 1994-től a Madách-Posonium Kft. ügyvezető igazgatója.
1989-től a Csemadok tiszteletbeli elnöke. 1989–1991 között a Magyarok Világszövetségének társelnöke, 1992–1996 között pedig a Kárpát-medence képviseletében alelnöke, 1996–2000 között régióelnöke volt. 1990–1994 között az Együttélés politikai mozgalom jelöltjeként nemzetgyűlési képviselő. Fő érdeme az, hogy mind tollal, mind cselekedeteivel sokat tett a csehszlovákiai, majd a szlovákiai magyarság anyanyelvi kultúrájának fennmaradásáért. 2007-ben a Magyar Művészeti Akadémia rendes tagjává választották.
Könyvhagyatéka a Fórum Kisebbségkutató Intézet könyvtárába került.

## Magánélete
1954-ben házasságot kötött Halász Évával. Két gyermekük született; Éva (1955) és László (1958).

## Művei
- Messze voltak a csillagok. Regény; Slovenské Vydavatel'stvo Krásnej Literatury, Bratislava, 1963
- Földönfutók. Regény; Szépirodalmi, Bp., 1968
- Egy szál ingben; Madách–Szépirodalmi, Bratislava–Bp., 1976
- Hólepedő (regény, 1979)
- Gondok könyve (esszék, 1982)
- Sodrásban (regény, 1984)
- Engedelmével (elbeszélések, 1987)
- Földönfutók; utószó; Népszava, Bp., 1989 (Híres könyvek)
- A kis viking (gyermekregény, 1991)
- Az idő mélységéből; Trikolor–Intermix, Ungvár–Bp., 1994 (Örökségünk)
- Igazságaink (2000)
- Teremtő küzdelem; Madách-Posonium, Pozsony, 2000
- Földönfutók; Babits, Szekszárd, 2001 (Korjellemző magyar próza)
- Egy szál ingben. Regény; Madách-Posonium, Pozsony, 2004 (Magyar Antaeus könyvek)
- Évgyűrűk hatalma. Esszék, cikkek, interjúk 1-2.; Madách-Posonium, Pozsony, 2005–2006
- Hólepedő; Madách-Posonium, Pozsony, 2009 (Magyar Antaeus könyvek)
- Dobos László-breviárium; szerk. Csanda Gábor; Madách Egyesület, Pozsony, 2020

## Díjak, elismerések
- Madách-díj (1964)
- A Csehszlovák Írószövetség Nemzetiségi Díja (1968)
- A Magyar Művészetért Alapítvány Díja (1988)
- A Magyar Köztársaság aranykoszorúval díszített Csillagrendje (1990)
- Bethlen Gábor-díj (1991)[5]
- Kossuth-díj (1994)
- Pribina-kereszt (2003)